# Sarthon
Pour les articles homonymes, voir Sarthon (homonymie).
Le Sarthon est une rivière française qui coule dans le département de l'Orne et limitrophe de celui de la Mayenne (au nord-est).

## Géographie
De 25 km de longueur, il descend des hauteurs de la forêt d'Écouves (Orne) et débouche dans la Sarthe entre Saint-Céneri-le-Gérei et Saint-Pierre-des-Nids.

## Toponyme
Le Sarthon a donné son hydronyme à la commune de Saint-Denis-sur-Sarthon.